# Charles van Baar van Slangenburgh
Charles van Baar van Slangenburgh (ur. 31 marca 1902 w Meester Cornelis, zm. 17 lipca 1978 w Doorwerth) – holenderski piłkarz grający na pozycji napastnika. W swojej karierze rozegrał 6 meczów i zdobył 5 bramek w reprezentacji Holandii.

## Kariera klubowa
W swojej karierze van Baar van Slangenburgh grał w klubie HBS Craeyenhout. W sezonie 1924/1925 wywalczył z HBS mistrzostwo Holandii.

## Kariera reprezentacyjna
W reprezentacji Holandii van Baar van Slangenburgh zadebiutował 2 listopada 1924 roku w wygranym 2:1 towarzyskim meczu z Republiką Południowej Afryki. Od 1924 do 1925 roku rozegrał w kadrze narodowej 6 meczów, w których strzelił 5 goli.